# جوليان ميتشيل
جوليان ميتشيل (بالإنجليزية: Julian Mitchell)‏ هو كاتب سيناريو بريطاني، ولد في 1 مايو 1935 في إبينغ ‏ في المملكة المتحدة.

## وصلات خارجية
- جوليان ميتشيل على موقع IMDb (الإنجليزية)
- جوليان ميتشيل على موقع ألو سيني (الفرنسية)
- جوليان ميتشيل على موقع ميوزك برينز (الإنجليزية)
- جوليان ميتشيل على موقع أول موفي (الإنجليزية)
- جوليان ميتشيل على موقع قاعدة بيانات الأفلام السويدية (السويدية)
- جوليان ميتشيل على موقع قاعدة بيانات الفيلم (الإنجليزية)